# Nghĩa Lộ, Lào Cai
Nghĩa Lộ là một phường thuộc tỉnh Lào Cai, Việt Nam.

## Địa lý
Phường Nghĩa Lộ giáp xã Trạm Tấu, xã Gia Hội, xã Liên Sơn, phường Trung Tâm, phường Cầu Thia.

## Lịch sử
Ngày 16 tháng 6 năm 2025, Ủy ban Thường vụ Quốc hội ban hành Nghị quyết số 1673/NQ-UBTVQH15 về việc sắp xếp các đơn vị hành chính cấp xã của tỉnh Lào Cai năm 2025. Theo đó, sắp xếp toàn bộ diện tích tự nhiên, quy mô dân số của phường Tân An, phường Pú Trạng, xã Nghĩa An và xã Nghĩa Sơn thành phường mới có tên gọi là phường Nghĩa Lộ.